# بخش پاراگواری
بخش پاراگواری (به اسپانیایی: Departamento de Paraguarí) یک منطقهٔ مسکونی در پاراگوئه است که در پاراگوئه واقع شده‌است. بخش پاراگواری ۸٬۷۰۵ کیلومتر مربع مساحت و ۲۲۱٬۹۳۲ نفر جمعیت دارد.